# Реквијем Лазе Костића
„Реквијем Лазе Костића” је лирска, елегична песма, коју је написао српски новинар и публициста Иван Калаузовић Иванус. Замишљена је као наставак поеме „Santa Maria della Salute” и омаж једном од најзначајнијих песника српског романтизма Лази Костићу.

## Настанак и структура
Ово дело је написано током ноћи 13. марта 2017. године, специјално за извођење пре репризног приказивања филма „Santa Maria della Salute” Здравка Шотре у Чикагу. Састоји се од три строфе, настале истоветном техником римовања коју је користио и Костић пишући „Santa Maria della Salute” и слагањем речи које он углавном није употребио.

## Премијерно извођење
Песма „Реквијем Лазе Костића” је премијерно представљена јавности 23. марта 2017. у Чикагу, САД, пре пројекције филма „Santa Maria della Salute” у биоскопу „Century Centre”. Том приликом, стихове „Реквијема...” је пред пуном салом говорила Милка Фигурић (Ковачевић), новинарка некадашњег Радио Сарајева, припадница прве генерације журналиста из града на Миљацки која данас живи и ради у Америци.

## Радијска премијера
Вокално извођење „Реквијема Лазе Костића” емитовано је у оквиру емисије „Вечерас заједно” Првог програма Радио Београда на Велики петак, 14. априла 2017. У улози оратора поново је била Милка Фигурић, чији се глас тада чуо на таласима Радио Београда први пут након распада ЈРТ система.

## Прво јавно извођење у Србији
Београђани су извођење „Реквијема Лазе Костића” могли да чују 22. и 23. априла 2017. у Чубурском парку на Врачару, где је поводом Светског дана књиге одржан други по реду Књижевни маратон „Београдски читач” код истоимене скулптуре.